# Chambre de commerce et d'industrie de Bayonne Pays basque
 (mars 2017).
Si vous disposez d'ouvrages ou d'articles de référence ou si vous connaissez des sites web de qualité traitant du thème abordé ici, merci de compléter l'article en donnant les références utiles à sa vérifiabilité et en les liant à la section « Notes et références ».

Logo de la CCI Bayonne Pays Basque

La chambre de commerce et d'industrie de Bayonne Pays basque exerce ses compétences sur l’ensemble du territoire du Pays basque français. Elle représente les chefs d'entreprises de la communauté d'agglomération du Pays Basque qui regroupe 158 communes réparties sur 12 cantons (découpage 2014). Le périmètre d’intervention de la CCI compte plus de 13 000 entreprises (commerce – services – tourisme – industrie).
La CCI de Bayonne Pays basque fait partie de la chambre de commerce et d'industrie de région Nouvelle-Aquitaine qui regroupe les 8 CCI de la région Aquitaine.

## Historique
La chambre de commerce et d'industrie de Bayonne Pays basque est l'une des plus anciennes de France. Sa naissance remonte à 1701, lorsque Louis XIV autorise leur création dans plusieurs grandes villes du Royaume (Bordeaux, Lyon, Lille, Rouen, Montpellier, Bayonne). Elle entre en activité sous Louis XV, en 1726.
Sa création s'explique par le dynamisme du port de Bayonne. Sa zone d'influence s'étendait jusqu'à la Navarre espagnole.
Les Pyrénées-Atlantiques ne comptaient qu'une seule chambre de commerce jusqu'en 1947. À l'initiative du maire de Pau et avec l’accord de la CCI de Bayonne, une seconde est spécialement consacrée au Béarn à cette date.

### Historique du logo

Ancien logo
Logo depuis 2014

## Missions
Les missions de la CCI s'articulent autour de quatre grands axes.

### Développement économique
Une de missions principales de la CCI Bayonne Pays basque est de soutenir le dynamisme économique du Pays basque. 
Ainsi, elle facilite l'implantation de nouvelles entreprises en recherchant l'immobilier et le foncier nécessaire à leur établissement. Elle leur fournit une expertise économique (marché, concurrence, ressources), des informations juridiques mais aussi pratiques (logement, établissements scolaires). La CCI joue un rôle d'interface en aidant l'entreprise à trouver des financeurs privés ou publics. 
Par ailleurs la CCI Bayonne Pays basque recherche de nouveaux débouchés en particulier à l'international. Son service « Export » organise des missions de prospection à l'étranger et y accompagne les entreprises locales. D'autre part, à l'heure du renforcement des liens économiques franco-espagnols, les chambres de commerces de Bayonne Pays basque et de Donosti Guipuzcoa ont initié, en 2007, le projet de création d'une CCI transfrontalière. Elle devrait voir le jour fin 2008, une fois que tous les aspects juridiques et financiers de son fonctionnement auront été définis.
La CCI cherche enfin à organiser les principales filières économiques du Pays basque en cluster. Ce mode de fonctionnement apporte déjà cohérence, réactivité et compétitivité à la filière "Sport & Glisse" dans laquelle on compte des poids lourds comme Tribord, Quiksilver, Volcom, Oxbow... 
À présent, l'objectif de la CCI est de fédérer les professionnels de la filière Tourisme et de la filière Agro-alimentaire autour de clusters spécifiques.

### Accompagnement entreprises
La CCI Bayonne Pays basque a un rôle important d'information et de conseil aux entreprises. Il passe par un appui technique et personnalisé, par l'organisation d'opérations collectives ou la mise en place de sessions d'information (les "Mardis CCI" par exemple). 
D'autre part, la CCI a mis en place un dispositif complet d'assistance à la création d'entreprise. Il combine information, accompagnement individuel et suivi post-création.
Elle encourage aussi la transmission d'entreprises, enjeu dont l'importance est essentielle pour l'économie locale. À ce titre, la CCI a lancé en 2006 l'École des Managers qui forme les repreneurs de PME-PMI à leur futur métier de chef d'entreprise.
Par ailleurs, la CCI Bayonne Pays basque a engagé une démarche « Développement durable » dans le secteur industriel. L'objectif est de repérer les bonnes pratiques pour constituer un groupe pilote d'une trentaine de PME-PMI accompagnées dans leur démarche environnementale.
Enfin, la chambre de Commerce Bayonne Pays basque accompagne les entreprises du Pays basque dans leur adaptation aux NTIC : le thème est souvent au centre des sessions d'informations hebdomadaires. En 2007, l'Office de Commerce de Bayonne et la chambre de Commerce ont lancé un incubateur de commerce électronique : il forme des commerçants au webmarketing et les aide à créer leur boutique en ligne.

### Formations
Pour développer l'économie de son territoire, la CCI Bayonne Pays basque a décidé de miser sur la formation, la recherche et l'innovation. Un engagement fort qui s'est concrétisé par la création d'une école d'ingénieur, l'École Supérieure des Technologies Industrielles (ESTIA), une École de Gestion et de Commerce (EGC), un Centre d'Étude des Langues (CEL), une École des Managers ainsi que le développement de la formation continue.
L'ESTIA forme des ingénieurs trilingues (français, anglais, espagnol) qui reçoivent, en plus de leur diplôme d'ingénieur ESTIA, un second diplôme européen grâce aux accords passés avec les universités britanniques de Salford-Manchester, de Cranfield et de Wolverhampton et avec l'école d'ingénieur de Bilbao. En outre, le campus ESTIA, situé sur la technopole IZARBEL à Bidart a été conçu pour maximiser les collaborations entre recherche et entreprises. Il comprend des laboratoires de recherche (GRAPHOS, LIPSI) et un centre de ressources technologiques (ESTIA.Innovation) destiné au transfert de technologies innovantes aux entreprises locales. Enfin un incubateur et une pépinière d'entreprises innovantes rassemblent sur le campus plus d'une quarantaine de start-up : dans ce contexte, ESTIA.Entreprendre a contribué à créer, ces dernières années, une cinquantaine d’entreprises et quelque 450 emplois.
L'EGC (École de Gestion et de Commerce) a, quant à elle, vocation à dispenser une solide formation autour des fonctions tertiaires de l'entreprise : gestion, action commerciale et marketing droit. L'objectif de la CCI Bayonne Pays basque est de renforcer l'encadrement des PME-PMI de la région. De niveau Bac +3, le diplôme délivré par l'EGC Bayonne mise beaucoup sur la proximité avec l'entreprise, l'ouverture à l'international et l'insertion professionnelle.
Le CEL, Centre d'Étude des Langues, se définit comme un outil que la CCI met en œuvre pour mieux aborder l'ouverture régionale aux marchés mondiaux et le développement transfrontalier.

### Gestion d'équipements
La CCI est un acteur fort de l'aménagement du territoire. Elle gère des infrastructures essentielles à l'activité économique régionale : le port de Bayonne (9e port de France en tonnage) et le port de pêche de Saint-Jean-de-Luz/Ciboure.
Gestionnaire historique du Port de Bayonne, la CCI gère ces zones portuaires, depuis août 2006, pour le compte de la Région Aquitaine. Face à Veolia, c'est son dossier de candidature pour la concession du port de 2009 à 2024 qui a été retenu par le Conseil Régional d'Aquitaine.
Enfin, la chambre de Commerce et d’Industrie est aussi gestionnaire du port de pêche Saint-Jean-de-Luz Ciboure pour le compte du Conseil général des Pyrénées-Atlantiques : la concession a été renouvelée en décembre 2006 pour une durée de 20 ans.

## Démarche Qualité
La CCI Bayonne Pays basque a entrepris une démarche qualité qui l'a conduite à obtenir la certification ISO 9001 en 2000.
D'autre part, en janvier 2007, le port de Bayonne a été le premier en France à avoir obtenu une triple certification : Qualité ISO 9001 - Sécurité OHSAS 18001 - Environnement ISO 14001.

## Pour approfondir